# 呂特利根-阿爾興弗呂

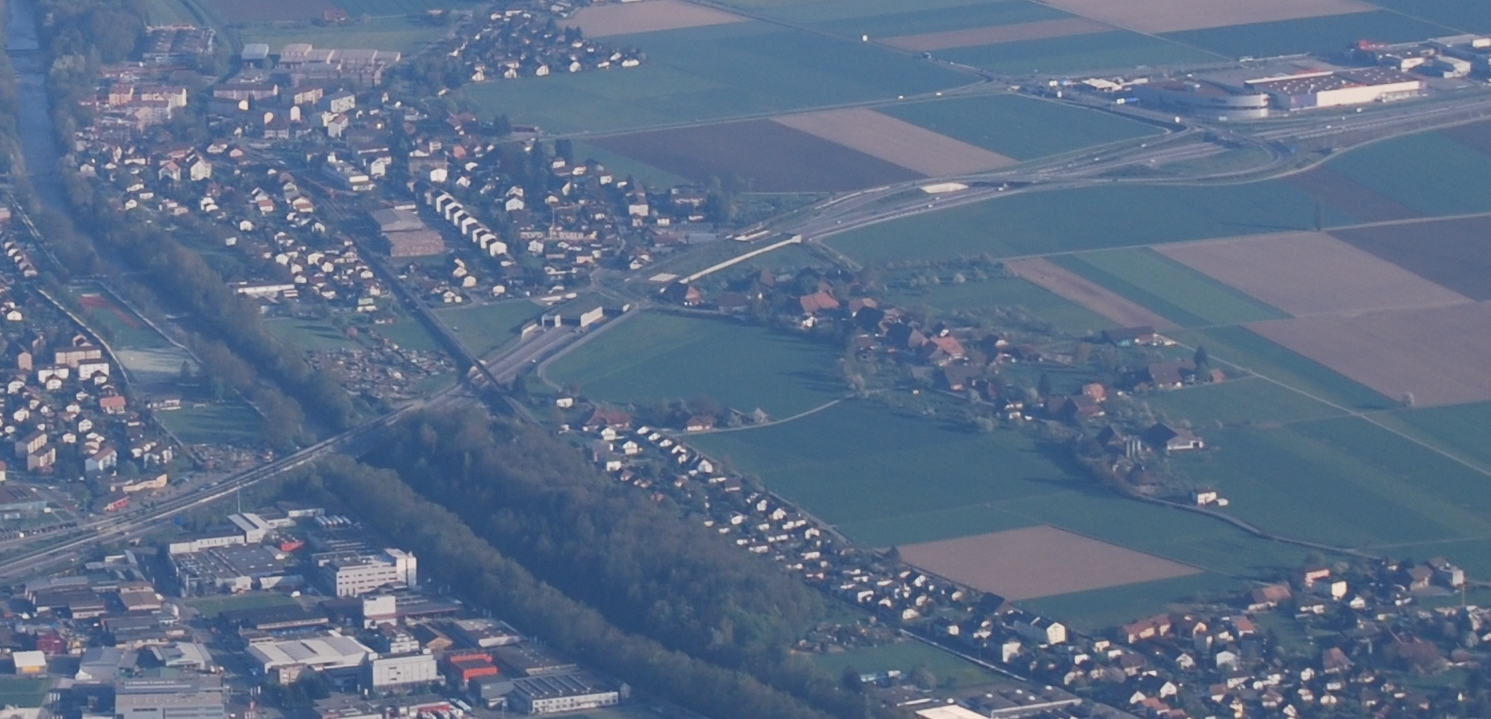

呂特利根-阿爾興弗呂是瑞士的城鎮，位於該國中西部，由伯恩州負責管轄，面積2.73平方公里，海拔高度505米，2011年人口2,235，六成人口信奉基督教，人口密度每平方公里819人。